# 49. Филмски сусрети у Нишу
49. Филмски сусрети одржани су у периоду од 23. августа до 29. августа 2014. године на летњој позорници у Нишкој тврђави.
Уметнички директор Фестивала је Драган Вујић.

## Жири
Чланови жирија.
| Састав жирија      |                 |                    |
| председница жирија | Драгана Варагић | Драгана Варагић    |
| чланови жирија     | Предраг Ејдус   | Дубравко Јовановић |

## Програм
Током фестивала је приказано једанаест филмова у конкуренцији, од којих су шест премијерно приказани на летњој позорници у Нишкој тврђави.
Филмови који су били приказани на фестивалу су:
Монтевидео, видимо се!, Војна академија 2, Атомски здесна, Кад љубав закасни, Мамула, Топ је био врео, Дјечаци из улице Маркса и Енгелса, Споменик Мајклу Џексону, Непослушни, Лав хантер, Варвари и ван конкуренције документарни филм Лауш о Жарку Лаушевићу.

## Награде
Из наградног фонда издвојено је 200.000 динара за најбољег глумца фестивала, Гран при Наиса. Добитници награде за најбољу мушку и женску улогу, Цар Константин и Царица Теодора су добили по 150.000 динара, добитници повеља по 100.000 динара, а најбољи дебитант и епизодиста по 80.000 динара.
- Награда Павле Вуисић коју додељује Удружење филмских глумаца Србије као признање за изузетан допринос уметности глуме на домаћем филму, за животно дело, припала је Срђану Тодоровићу.[7]

| Награда                                 | Добитник                                     | Улога                            | Филм                                                                    |
| --------------------------------------- | -------------------------------------------- | -------------------------------- | ----------------------------------------------------------------------- |
| Гран при Наиса                          | Борис Миливојевић                            | Марко                            | Споменик Мајклу Џексону                                                 |
| Царица Теодора                          | Анита Манчић                                 | Хатиџа                           | Топ је био врео                                                         |
| Цар Константин                          | Срђан Тодоровић                              | Младен                           | Атомски здесна                                                          |
| Повеља за најбољу женску улогу          | Хана Селимовић                               | Лени                             | Непослушни                                                              |
| Повеља за најбољу мушку улогу           | Небојша Илић                                 | Бошко Симоновић „Дунстер“        | Монтевидео, видимо се!                                                  |
| Повеља за епизодну женску улогу         | Христина Поповић                             | Драгана                          | Атомски здесна                                                          |
| Повеља за епизодну мушку улогу          | Иван Ђорђевић                                | Јован                            | Непослушни                                                              |
| Награда за најбољег дебитанта           | Бранкица Себастијановић                      | Љиљана                           | Кад љубав закасни                                                       |
| Најбољи глумац-продуцент                |                                              |                                  |                                                                         |
| Повеља за стране глумце у домаћем филму | Наташа Јањић Бранко Ђурић Ђуро Бранка Станић | Маја Омер Миљенко Паковић Пако / | Атомски здесна Монтевидео, видимо се! Дјечаци из улице Маркса и Енгелса |

## Буџет
Град Ниш је издвојио 18 милиона а Министарство културе пет милиона динара за организацију овог фестивала.